# Запорожець Іван Миколайович
Іван Миколайович Запорожець (нар. 6 березня 1951, село Стара Басань, тепер Бобровицького району Чернігівської області) — український радянський діяч, ланковий механізованої ланки колгоспу «Серп і Молот» Бобровицького району Чернігівської області. Депутат Верховної Ради УРСР 9—10-го скликань. 

## Життєпис
Освіта середня. З 1966 року — колгоспник, тракторист.
У 1969—1972 роках — служба в Радянській армії.
З 1972 року — тракторист, з 1973 року — ланковий механізованої ланки колгоспу «Серп і Молот» села Стара Басань Бобровицького району Чернігівської області.
Потім — на пенсії в селі Стара Басань Бобровицького району Чернігівської області.

## Нагороди
- ордени
- медалі